# Blanca Santa Cruz Ossa
Blanca Santa Cruz y Ossa fue una escritora y editora chilena adscrita al género de la literatura infantil y juvenil, con un foco especial en la literatura intercultural, escribiendo y recopilando relatos relacionados con leyendas y mitos chilenos e internacionales.
Fue hija del senador de la República don  Joaquín Santa Cruz y Vargas y de doña Carmela Ossa y Ossa. Estudió en el externado del Colegio del Sagrado Corazón (Monjas Inglesas) en Santiago. 
A partir de la década de 1930, la literatura infantil adquirió importancia en la escena chilena, donde Blanca alcanzó su etapa más prolífica de producción literaria probablemente en esa década. En este marco, Blanca Santa Cruz y Ossa se instaló como una de las principales precursoras de la literatura infantil con su trabajo de recopilación en libros de cuentos —desde 1929— varios mitos y leyendas de diversos lugares del mundo y de Chile; se unió así en esta época a otros autores como Ernesto Montenegro con su obra Cuentos de mi Tío Ventura de 1930, Damita Duende con Doce cuentos de príncipes y reyes y Doce cuentos de hadas, ambas de 1938, y Marta Brunet con Cuentos para Marisol, publicado también en 1938.
Algunas de sus obras fueron ilustradas por Elena Poirier, como en Cuentos chilenos (1956), El duende del pantano y otros cuentos de Bretaña (1992) y La escuela de las hadas y otros cuentos (1992). Fue hermana de Elvira Santa Cruz y Ossa, editora de El Peneca.

## Obras
- Cuentos maravillosos del Japón (Impr. Universo, 1935).
- Las hadas en Francia (1936).
- Leyendas moriscas (1936).
- Cuentos mitológicos griegos (1937).
- Cuentos húngaros (1937).
- Cuentos africanos (1939).
- Orejones y viracochas: (Diego de Almagro) (1943).
- Sangre y ceniza: narración novelesca de la conquista de Chile (1946).
- Cuentos chilenos (1956).
- Cuentos bretones (1973).
- El duende del pantano y otros cuentos de Bretaña (1992).
- La escuela de las hadas y otros cuentos (1992).

Colección de cuentos, tradiciones y leyendas de todos los países
- Cuentos rumanos: colección de cuentos, tradiciones y leyendas de todos los países (1929).
- Cuentos de España: colección de cuentos, tradiciones y leyendas de todos los países (Impr. Universo, 1936).
- Leyendas y cuentos araucanos: colección de cuentos, tradiciones y leyendas de todos los países (Impr. Universo, 1938).
- Poemas de Longfellow: colección de cuentos, tradiciones y leyendas de todos los países (Impr. Universo, 1936).
- Leyendas de la selva: colección de cuentos, tradiciones y leyendas de todos los países (Impr. Universo, 1936).
- Cuentos ingleses: colección de cuentos, tradiciones y leyendas de todos los países (Impr. Universo, 1936).
- Fábulas escogidas: colección de cuentos, tradiciones y leyendas de todos los países (Impr. Universo, 1937).
- Cuentos italianos: colección de tradiciones y leyendas de todos los países (Impr. Universo, 1938).
- Leyendas de caballerías: colección de cuentos, tradiciones y leyendas de todos los países  (Impr. Universo, 1938).
- Cuentos servios: colección de cuentos, tradiciones y leyendas de todos los países (Impr. Universo, 1939).
- Cuentos chinos: colección de cuentos, tradiciones y leyendas de todos los países (Impr. Universo, 1936 y 1940).